# حبیب‌الله آغا
حبیب‌الله آغا (زادهٔ ۱۹۵۴ یا ۱۹۵۵) سیاست‌مدار است.
وی در سپتامبر ۲۰۲۲ به حیث سرپرست وزارت معارف افغانستان گمارده شد.